# Lesbophobie

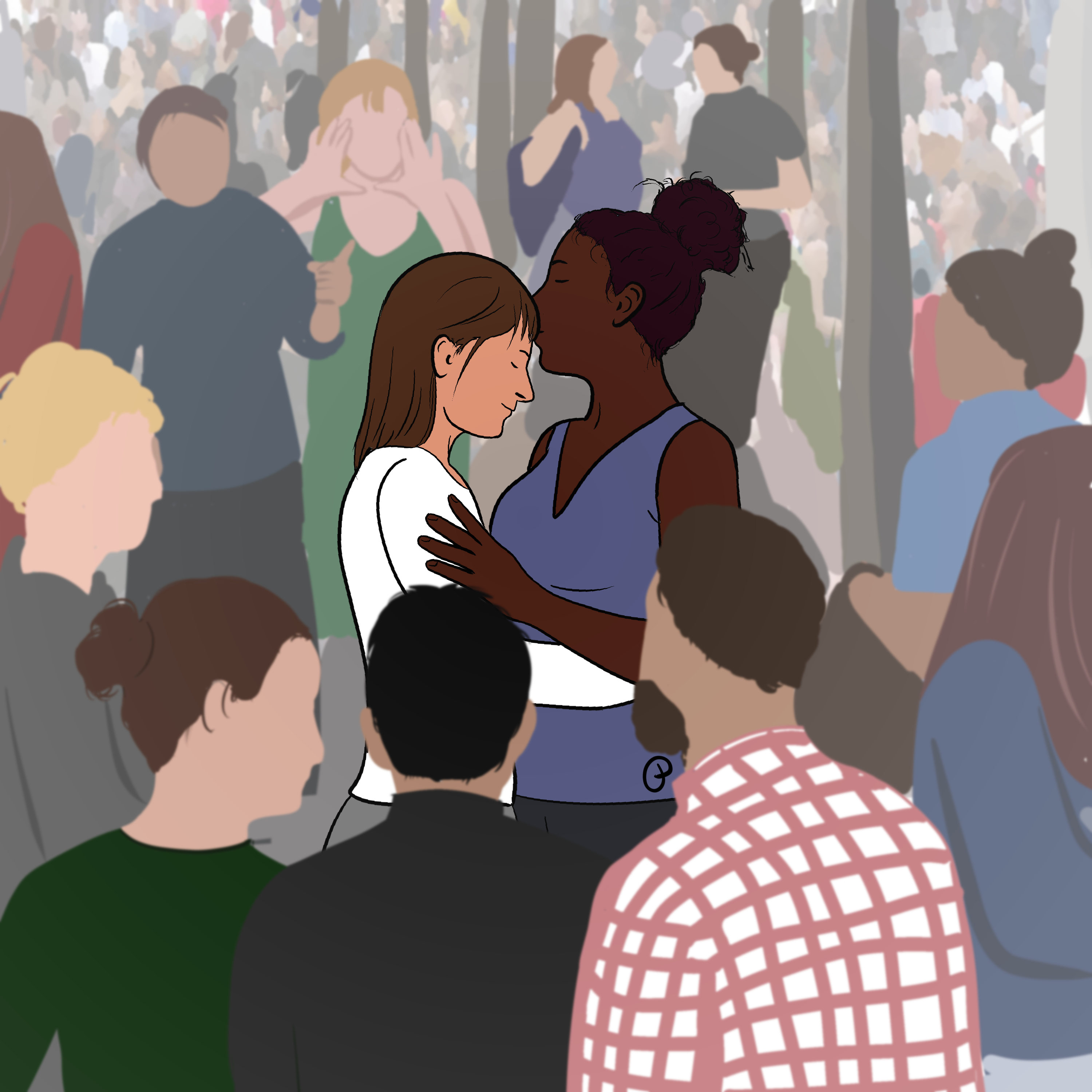
Illustration de la lesbophobie par le harcèlement de rue d'un couple de lesbiennes

La lesbophobie est la stigmatisation sociale à l'égard des lesbiennes ou des femmes considérées comme telles.
Concept forgé à la fin des années 1990 par des militantes lesbiennes, les contours de ce terme continuent à être redéfinis à mesure qu'avancent les différentes études portant sur cette discrimination.
Elle peut prendre plusieurs formes, dont la plus anciennement identifiée est l'effacement social des lesbiennes et la présomption d'hétérosexualité pour les femmes, mais aussi des pratiques discriminatoires sociales et légales, des représentations caricaturales ou fétichisantes et des violences verbales, physiques et sexuelles.
La lesbophobie rend plus difficile pour les lesbiennes de vivre leur homosexualité, au point où certaines d'entre elles retournent à une vie hétérosexuelle pour échapper aux violences. Celles qui vivent leur lesbianisme le font avec plus ou moins d'autocensure et d'isolement, et la lesbophobie a des conséquences sur leurs réussites professionnelles ainsi que leur santé mentale et physique.
Après un travail militant de reconnaissance de la lesbophobie, des manières spécifiques de lutter contre cette oppression commencent à se mettre en place.

## Utilisation du terme

### Motivations et contexte d'utilisation du terme
Dans un souci de souligner la double discrimination (homophobie et sexisme) qui vise explicitement les lesbiennes, le terme lesbophobie est de plus en plus utilisé à la place de homophobie, parfois en y ajoutant le pendant masculin, gayphobie. L'utilisation du terme spécifique lesbophobie s'accompagne parfois d'une préférence pour le terme LGBTIphobie à celui d'homophobie afin d'en souligner la multiplicité des formes et pour échapper à la réduction, effectuée fréquemment dans le langage courant, de l'homophobie aux réalités que subissent les hommes gays. Ainsi, l'homophobie peut être re-conceptualisée comme étant l'alliance de la lesbophobie et de la gayphobie.

### Définitions
Comme pour l'homophobie, la définition de la lesbophobie peut différer, étant définie comme une discrimination, une oppression, une stigmatisation sociale, une aversion, des marques d'hostilité ou un manque de reconnaissance sociale. Un point de désaccord au sein des associations LGBT est notamment de savoir si la lesbophobie est une composante de l'homophobie, ou une discrimination à part entière.
En particulier, la Coordination Lesbienne en France donne en 1998 la définition « l'aversion à l’égard des lesbiennes qui les discrimine à la fois en tant qu’individues appartenant au groupe social femmes et en raison de leur homosexualité ». En 2006, la revue Nouvelles Questions féministes décrit la lesbophobie comme « l'invisibilité sociale des lesbiennes et son corollaire, la présomption d'hétérosexualité pour toutes les femmes ». Dans sa première enquête spécifique sur la lesbophobie, publiée en 2008, SOS homophobie utilise comme définition « les manifestations d'hostilité spécifiques envers les femmes en raison de leur homosexualité réelle ou supposée » puis, dans sa nouvelle enquête de 2014, « une forme de stigmatisation sociale à l'égard des lesbiennes ou des femmes considérées comme telles ».
Dans sa dernière définition, SOS homophobie inclut ainsi les femmes bisexuelles et pansexuelles comme victimes de lesbophobie, invitées explicitement à répondre à leur enquête.

### Diffusion dans la langue française
En France, le terme est créé et utilisé pour la première fois par la Coordination lesbienne en France, dans le cadre de la préparation à Montréal de la Marche mondiale des Femmes en 1998.
Présent dès le début du XXIe siècle dans les dictionnaires spécialisés, tels que le Dictionnaire des cultures gaies et lesbiennes de 2003 dans une entrée rédigée par Suzette Robichon ou le Dictionnaire de l'homophobie, publié la même année, dans une entrée de Raymonde Gérard, le terme n'entre qu'en 2015 dans un dictionnaire généraliste, le Petit Robert, grâce à l'action de militantes lesbiennes.

### Diffusion dans d'autres langues
L'anglais dispose du terme « lesbophobia » depuis plus longtemps que le français de « lesbophobie », puisque l'Oxford English Dictionary fait remonté son premier usage écrit à The Erotic Life of the American Wife, écrit en 1972 par Natalie Gittelson.

## Formes de lesbophobie
« La prévalence, dans la société en général, d’attitudes sexistes et homophobes engendre un climat de violence qui met particulièrement en danger les lesbiennes, aussi bien sur leur lieu de vie ou de travail qu’au domicile.
Les jeunes lesbiennes qui révèlent leurs préférences sexuelles sont parfois contraintes par leur famille au mariage ou à d’autres relations sexuelles avec des hommes. Ces relations ou mariages forcés, qui impliquent des rapports sexuels fréquents sans consentement (viols), sont non seulement discriminatoires mais peuvent être assimilés à de la torture ou à de l’esclavage sexuel. Par des tests de virginité ou des grossesses forcées, les lesbiennes sont parfois exposées à des mauvais traitements autres que ceux que subissent les gays et les hommes bisexuels. Étant donné qu’il est plus facile pour la famille et l’entourage de surveiller la sexualité des femmes, les lesbiennes doivent faire face à toute une série d’obstacles pour éviter d’être victimes de mauvais traitements ou obtenir réparation. Dans les sociétés où on les accuse de jeter l’opprobre sur la famille ou la communauté, les femmes qui sont attirées par d’autres femmes, qu’elles se définissent elles-mêmes comme lesbiennes ou non, risquent tout particulièrement d’être maltraitées ».
SOS Homophobie a lancé en France une grande enquête sur la lesbophobie en 2013, au cours de laquelle 7 126 femmes se sont exprimées. Selon cette étude, 59 % des lesbiennes et bisexuelles ayant répondu ont indiqué avoir été victimes de lesbophobie.
Celle-ci met aussi en évidence que la forme la plus fréquente de lesbophobie est l'agression dans l'espace public, du fait essentiellement d'hommes de moins de 35 ans inconnus des lesbiennes et agissant en groupe, en particulier dans les grandes villes.

### Violences physiques

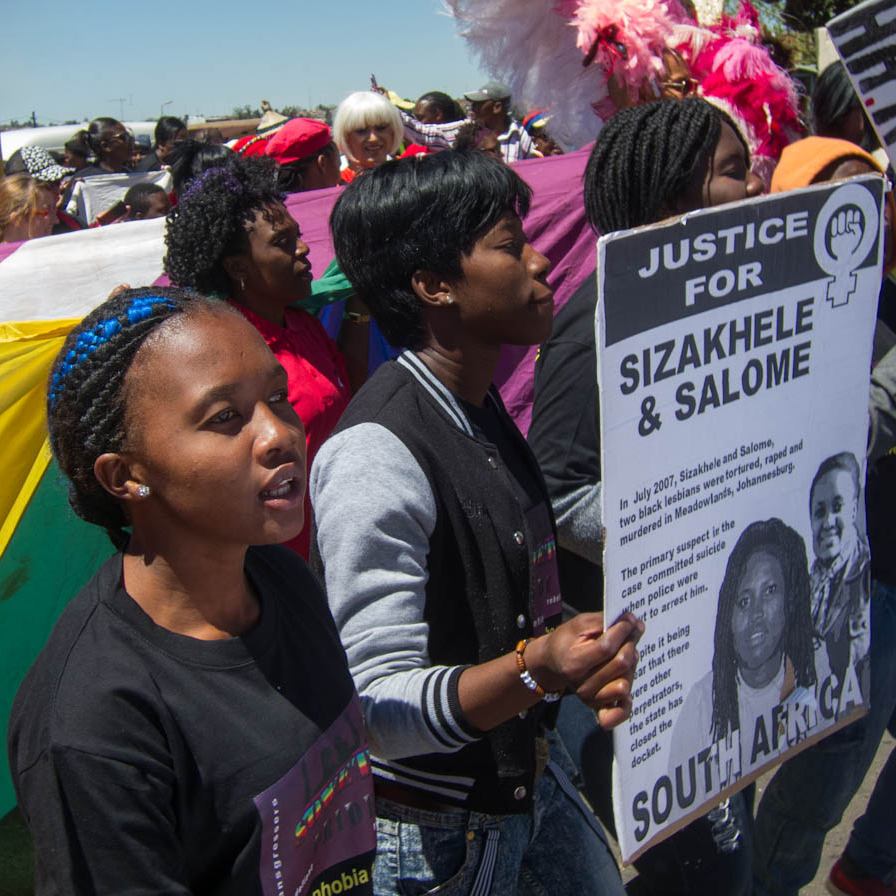
Pancarte demandant justice à Sizakhele et Salomé, deux lesbiennes torturées, violées et tuées à Johannesbourg en 2007 lors de la marche des fiertés 2012 de Soweto.

Dans les cas les plus extrêmes, les lesbiennes peuvent être victimes de coups, d'agressions sexuelles et même de « viols punitifs »[source insuffisante]. La romancière Léa Duffy, dans son livre Féminin féminin, raconte par exemple comment elle fut la victime d'un viol pendant son adolescence, précisément parce qu'elle était lesbienne.
« Il existe de nombreux cas de jeunes lesbiennes battues, violées et agressées par des membres de leur famille qui souhaitent ainsi les punir, les briser moralement et leur signifier clairement qu’elles ne disposent pas comme elles l’entendent de leur corps et de leur esprit ». En Argentine, l'affaire Higui, un meurtre en légitime défense d'un viol collectif homophobe commis en 2016 aboutit en 2022 à l'acquittement d'Eva Analía De Jesús.

### Violences psychologiques
Lorsque les lesbiennes sont victimes de railleries, injures ou menaces, c'est le plus souvent de la part de parents (elles sont parfois même rejetées du cercle familial), de voisins ou collègues de travail (ou de lycée pour les adolescentes) lesbophobes.
Le rapport de SOS homophobie rapporte que la moitié des répondantes ont subi des violences dans le cadre familial : incompréhension pour 35 %, rejet pour 21 %, insultes pour 13 %.

### Fétichisation et dépréciation de la sexualité entre femmes
La misogynie attribue à la sexualité féminine une place subalterne, qui n'existe que par et pour le désir des hommes ; ce point de vue pense les relations entre femmes comme anecdotiques, invisibles,.
De plus, le lesbianisme est utilisé de manière réductrice et caricaturale dans la pornographie comme objet de fantasme et de voyeurisme,, ceci étant relevé par la Coordination Lesbienne en France dans son Rapport sur la lesbophobie en France, dans lequel est souligné l'usage de la sexualité lesbienne comme objet de fantasme pornographique masculin,,.
Selon une étude menée en 2020 sur les stigmatisations intersectionnelles des personnes LGBTQI+, les lesbiennes font face à des stigmatisations générales en ce qui concerne leurs pratiques sexuelles qui peuvent être qualifiées de déviantes, perverses à tort, mais elles font également l'objet de stigmatisations spécifiques qui ont trait à des processus culturels qui les érotisent et objectifient, en diminuant de façon concomitante (double discrimination) leur valeur en tant que femmes et en tant que lesbiennes,.

### Caricatures sur les lesbiennes

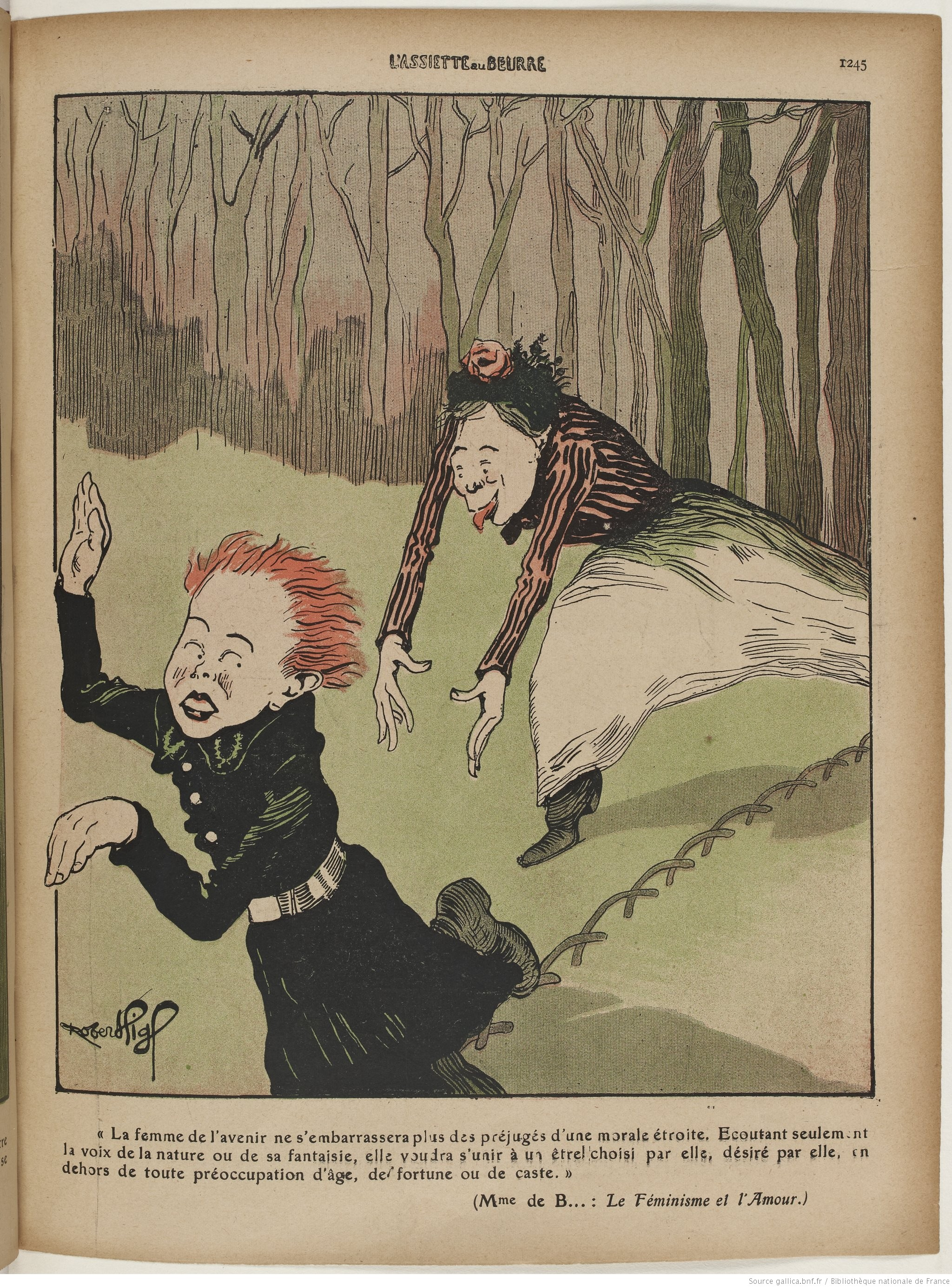
Caricature de L'Assiette au Beurre du 18 septembre 1909, qui associe les féministes à la figure de la lesbienne prédatrice.

Il existe aussi de nombreuses idées préconçues, par exemple celle selon laquelle si une femme est lesbienne, c'est parce qu'elle est « déçue des hommes » ; cet état ne peut être que passager et susceptible d'être renversé par une intervention des hommes,.
La construction d'une image repoussoir de la lesbienne rejoint les caricatures anti-féministes : dans cette logique, une femme autonome vis-à-vis des hommes est forcément lesbienne, et une lesbienne est forcément immorale et contre-nature.

### Effacement des lesbiennes
L'effacement des lesbiennes prend deux formes : la première, c'est leur invisibilisation à l'échelle sociale et individuelle, qui passe sous silence l'existence des lesbiennes dans des études historiques ou sociales ; la seconde est l'effacement du lesbianisme en lui-même, en le ramenant soit à une forme d'homosexualité, soit à une variance de la bisexualité féminine, en niant dans les deux cas ses spécificités.

### Violences contre les entreprises lesbiennes
La lesbophobie se manifeste également contre les établissements, les biens et leurs propriétaires, que ce soit de façon officielle, ou par vandalisme anonyme. Ainsi, en 1926, le Eve's Hangout, créé par Eva Kotchever, a subi le harcèlement policier de la police de New York. Le club a été contraint à fermer à la suite de l'arrestation de sa patronne pour « obscénité » et son expulsion des États-Unis.
En France, la résistante et peintre Marie-Thérèse Auffray et sa compagne Noëlle Guillou, ont été victimes localement de lesbophobie à l'ouverture de leur établissement Le Bateau Ivre, en Normandie.

### Discrimination
Des discriminations lesbophobes ont lieu dans le contexte médical, avec des praticiens refusant des soins à leurs patientes en raison de leur orientation,. Même sans discrimination au sens strict, la lesbophobie médicale nuit à la prise en charge des lesbiennes : les remarques des praticiens abîment la relation thérapeutique avec leurs patientes, soins inappropriés et mauvais diagnostic en santé mentale, méconnaissance des infections sexuellement transmissibles affectant les lesbiennes et examens trop superficiels en gynécologie. Ces mauvaises pratiques amènent les lesbiennes à plus souvent éviter de voir les professionnels de santé que les autres femmes. Les lesbiennes trans et intersexes aussi très susceptibles de subir des pressions pour les forcer à réaliser des actes médicaux contre leur gré.
Il arrive aussi qu'elles soient être victimes de discriminations dans la recherche d’un emploi, d’un logement . Dans une enquête réalisée en 2019 en Europe par l'International Lesbian, Gay, Bisexual, Trans and Intersex Association (ILGA), la discrimination dans l'accès au logement est d'ailleurs la discrimination la plus fréquemment rencontrée par les lesbiennes. Les lesbiennes racisées, migrantes, trans, intersexes ou handicapées subissent encore plus de discriminations que les autres lesbiennes, et c'est particulièrement vrai pour celles qui sont à la fois trans et racisées.
Les fondatrices de la librairie lesbienne parisienne Violette and Co témoignent d'une difficulté d'accès aux prêts bancaires.
Ces discriminations ne font l'objet d'un signalement officiel que dans 10% des cas.

### Inégalités des droits
Seuls quelques pays autorisent les mariages et l'adoption homosexuels et a fortiori lesbiens: le Canada, l'Espagne, la Belgique, les Pays-Bas. De nombreux pays limitent les techniques de PMA aux couples hétérosexuels, en excluant les couples de femmes.

## Par milieu

### Familial
Dans le cercle familial, les agresseurs sont essentiellement les parents et beaux-parents, en majorité les mères et belles-mères, parfois les frères et sœurs ou la famille éloignée.

### Professionnel
Au travail, les agresseurs sont essentiellement les collègues et supérieurs hiérarchiques agissant en groupe. Dans ce milieu, la lesbophobie comme l'homophobie sont véhiculées principalement sous couvert d'humour et, selon une étude réalisée au début des années 2000 au Québec, surtout présente dans les milieux masculins. Ces propos ont tendance à disparaître en présence de lesbiennes out.

### Militant LGBT et féministe
Malgré les liens entre antiféminisme et lesbophobie, les organisations féministes ne sont pas exemptes de pratiques lesbophobes.

## Stratégies lesbophobes

### L'humour
Comme pour d'autres oppressions, l'utilisation de l'humour, surtout lorsqu'il est impersonnel, permet aux auteurs de propos lesbophobes d'échapper en partie aux conséquences de leurs propos, puisque l'accusation de rompre la paix sociale n'est plus portée sur les auteurs des propos mais sur les lesbiennes qui y réagissent, accusées alors de manquer d'humour.

## Conséquences de la lesbophobie sur les lesbiennes et bisexuelles

### Coming in
La lesbophobie ambiante rend plus difficile le processus de coming in : « [la lesbophobie] ne vise pas une femme en particulier, mais plutôt la catégorie Lesbienne, dont il fournit une description réductrice et négative qui dissuade de toute identification. En effet, qui voudra se réclamer d'appartenir à un groupe ridiculisé ? ».

### Autocensure
Les agressions dans la rue amène parfois les femmes lesbiennes et bisexuelles à éviter certains lieux ou les marques d'affection à leurs compagnes.
Lors de la parution du magazine lesbien français Lesbia, les lectrices s'interrogent sur la pertinence d'avoir des dessins et photographies légèrement érotiques : en particulier, les lesbiennes membres de groupes militants radicaux reprochent au magazine d'alimenter une forme de voyeurisme du regard masculin sur le lesbianisme.

### Lesbophobie intériorisée
La lesbophobie intériorisée désigne les pratiques lesbophobes émanant des lesbiennes et visant elles-mêmes ou d'autres lesbiennes ainsi que l'intériorisation des représentations sociales stigmatisantes les concernant.

### Isolement
La lesbophobie dans les cercles familiaux et professionnels conduit à un isolement de la personne qui les subit.

### Frein à la réussite professionnelle
La lesbophobie dans les cercles familiaux et professionnels freine la réussite professionnelle des lesbiennes, par des difficultés à suivre ses études, des refus de promotion ou la perte d'emploi.

### Santé mentale
« De manière générale, les conséquences que peuvent avoir des actes de torture et des mauvais traitements sur des jeunes et leurs répercussions sur leur développement social et affectif sont particulièrement dramatiques ».
Si la majorité des lesbiennes ne reportent pas de conséquence concrète face au harcèlement de rue, une minorité d'autres témoigne de sentiments de colère, méfiance, tristesse ou malaise. Les agressions dans le cercle familial ou professionnel ont le plus de conséquences : épisodes dépressifs, angoisse, repli sur soi ou sentiment de culpabilité.

### Retour à l'hétérosexualité
Certaines lesbiennes, pour éviter toutes ces discriminations, cachent leur orientation sexuelle en se mariant. La contrainte à l'hétérosexualité est une des manifestations des violences psychologiques à l'égard des lesbiennes,.

## Analyse et lutte contre la lesbophobie

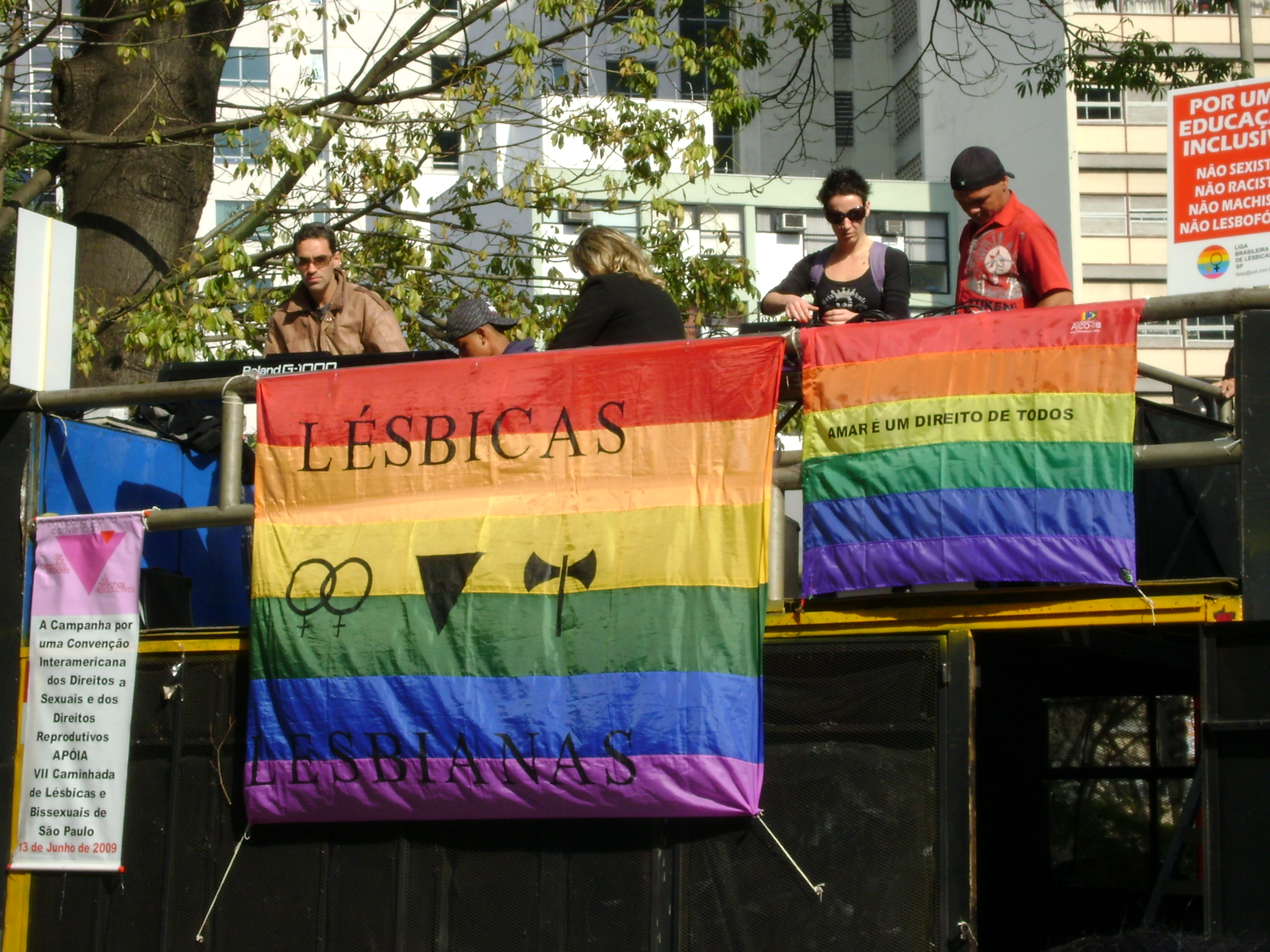
Marche lesbienne 2009 de São Paulo dont les revendications portent sur la lutte contre la lesbophobie

### France
Une proposition de loi relative à la lutte contre l'homophobie, la lesbophobie et la transphobie présentée le 26 mars 2003 par Martine Billard, Yves Cochet et Noël Mamère indiquait :

« La question de la lesbophobie, à savoir la haine particulière rencontrée par les femmes homosexuelles, mérite une mention particulière dans cet exposé des motifs. En effet, le lesbianisme n'étant qu'une forme d'homosexualité, la condamnation de la lesbophobie découle de l'appareil juridique prévu pour la condamnation de l'homophobie. Toutefois, parce que ne répondant pas à l'image dominante, masculine, de l'homosexualité, et parce que réputées plus discrètes dans leur distanciation avec le modèle social hétérosexiste que les homosexuels, les lesbiennes sont absentes des représentations usuelles de l'homophobie. Elles sont néanmoins toutes autant victimes des injures et de la stigmatisation que les hommes homosexuels, même si les agressions verbales sont elles aussi souvent “plus discrètes” »

La lutte contre la lesbophobie est organisée aujourd'hui par la communauté lesbienne elle-même et passe notamment par le militantisme d’organisations non mixtes, comme la Coordination Lesbienne en France mais aussi par des manifestations comme la « marche des fiertés lesbienne »,,,,,,,,.
Mais la lesbophobie est la conséquence d’une double discrimination, d'une part comme lesbiennes (lesbophobie), y compris de la part de certaines femmes et d'autre part comme femmes (sexisme), y compris de la part de certains homosexuels. C’est pour cela que pour beaucoup d’entre elles, le féminisme et la lutte contre la lesbophobie sont souvent étroitement liés.

#### Ouvrages
- SOS homophobie, Enquête sur la LESBOPHOBIE - Synthèse, 2008,  (ISBN 978 2917010-01-3)
- Stéphanie Arc, Les Lesbiennes, Éditions le Cavalier bleu, Collection « Idées reçues », 2006,  (ISBN 2-84670-137-7)
- Asylon(s), no 1, octobre 2006. Sous la direction de Jane Freedman, Jérôme Valluy : « Les persécutions spécifiques aux femmes : Quelles connaissances ? Quelles mobilisations ? Quelles protections ? ».
- Marie-Jo Bonnet, Qu'est-ce qu'une femme désire quand elle désire une femme?, Ed. Odile Jacob, 2004, chapitre : Formes et figures de la lesbophobie.
- Louis-Georges Tin, Dictionnaire de l'homophobie, Presses universitaires de France, 2003 (ISBN 2-13-053582-8 et 978-2-13-053582-9, OCLC 53838661).
- Meredith Gwynne Fair Worthen, Queers, bis, and, straight lies : an intersectional examination of LGBTQ stigma, 2020 (ISBN 978-1-315-28033-2, 1-315-28033-7 et 978-1-315-28032-5, OCLC 1123187388).

#### Articles et rapports
- « Enquête sur la visibilité des lesbiennes et la lesbophobie », sur SOS Homophobie, 2015 (consulté le 12 octobre 2021)
- Isabelle Réseau québécois d'action pour la santé des femmes, Pour le dire-- rendre les services sociaux et les services de santé accessibles aux lesbiennes : résumé du rapport de recherche, Réseau québécois d'action pour la santé des femmes, 2003 (ISBN 2-9806433-6-X et 978-2-9806433-6-1, OCLC 59135268)
- SOS Homophobie, Rapport sur l'homophobie 2004, Paris, SOS Homophobie, 2004, 139 p. (lire en ligne), Chapitre 5 «Lesbophobie» p 21 à 25
- Amnesty international, Torture, identité sexuelle et persécutions, Londres, Amnesty international, 22 juin 2001, 64 p. (lire en ligne)
- Bulletin d'information sur les droits de l'homme (Arrêt de la Cour européenne des droits de l’homme dans l’affaire E.B. c. France (requête no 43546/02)), vol. Numéro 73, 1 novembre 2007 – 29 février 2008, Strasbourg, Direction générale des droits de l’Homme et des affaires juridiques Conseil de l’Europe, 2008, 116 p. (ISSN 1608-960X, lire en ligne), p 15-17
- Conseil de l'Europe, « Les principaux arrêts de la Cour européenne des droits de l´homme - Discrimination », sur Conseil de l'Europe, 2010 (consulté le 12 octobre 2021)